# 塩田武史
塩田 武史（しおた たけし、1945年4月15日 - 2014年9月30日）は、日本の写真家。本名は塩田武。
法政大学在学中に水俣病に関心を持ち、1970年に水俣市に移住。1972年に水俣病患者を撮影した最初の写真集を出版した。水俣市には15年間居住し、2013年のインタビューでは「居心地がよかった。ふるさとみたいです」と述べている。

## 経歴
- 1945年4月15日、香川県高松市生まれ。
- 1964年4月、香川県立高松商業高等学校卒業後、大阪で就職。
- 1965年4月、法政大学社会学部入学、カメラ部に入部。
- 1969年、土本典昭監督『水俣 - 患者さんとその世界』の取材でスチール撮影を担当
- 1970年3月、法政大学社会学部卒業後、熊本県水俣市に移住[2]。
- 1971年6月、初の個展「水俣・深き淵より」を銀座・ニコンサロンで開催。
- 1972年6月、ストックホルムで第1回「国際連合人間環境会議」が開催。塩田は会議に出席する患者家族に同行取材した[3]。
- 1974年6月、水俣病患者らとともにカナダの水俣病患者居留地を訪問。
- 1974年10月、第1回「世界環境写真コンテスト」（国連環境計画主催）にて特別賞を受賞
- 1985年から熊本県熊本市に在住。
- 2009年、『僕が写した愛しい水俣』で第30回熊日出版文化賞を受賞。
- 2014年9月30日、心筋梗塞のため死去[2][4]。69歳没。

## 著書

### 単著
- 『塩田武史写真報告 水俣'68-'72 深き淵より』（西日本新聞社、1972年）
- 『僕が写した愛しい水俣』（岩波書店、2008年）
- 『水俣な人 水俣病を支援した人びとの軌跡』（未来社、2013年）

### 共著
- 桑原史成、塩田武史、宮本成美、ユージン・スミス、アイリーン・美緒子・スミス、小柴一良、田中史子、芥川仁『水俣を見た7人の写真家たち』弦書房、2007年4月30日。ISBN 978-4902116847。